# Прапор Златополя
Пра́пор Златополя — офіційний символ міста Златопіль Харківської області, затверджений 25 лютого 2025 року рішенням №1398-65.8 сесії міської ради.
Автор - Олександр Лісниченко, член Українського геральдичного товариства.

## Опис прапора
Квадратне полотнище, розділене по діагоналі з верхнього вільного кута на два рівні трикутні поля, у верхньому жовтому - червоний контур зіркоподібної фортеці з чотирма бастіонами, у нижньому зеленому – три жовті пшеничні снопи.

## Історія

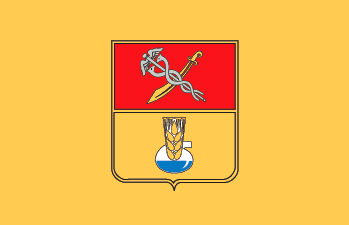
Попередній варіант прапора

Затверджений 14 грудня 2000 р. рішенням Златопільскої міської ради.
На прямокутному жовтому полотнищі з співвідношенням сторін 2:3 герб міста.